# François Gèze
 (mai 2022).
Pour les articles homonymes, voir Gèze (homonymie).
François Gèze, né le 17 avril 1948 à Casablanca et mort le 28 août 2023 à Vannes,, est un éditeur français.
Il dirige les éditions La Découverte de 1982 à 2014, maison pour laquelle il exerce ensuite une activité d’éditeur. Il est à partir de 2005 le président de la société Cairn.info, portail de revues et livres de sciences humaines et sociales. 
Engagé très jeune dans des actions de solidarité internationale avec l'Amérique latine, il s'implique ensuite fortement dans l'interprofession du livre, contribuant à plusieurs de ses instances. À partir des années 1990, il se mobilise particulièrement contre les violations des droits humains en Algérie, au temps de la colonisation comme depuis son indépendance.

## Biographie

### Famille
François Gèze est le fils de Louis Gèze (1922-1968), officier issu d’une lignée paysanne du Gers, et de Thérèse d’Aviau de Ternay (1925-2014), engagée notamment au Planning familial. Il a cinq frères et sœurs.

### Formation et début de carrière
Après une enfance ballottée entre l’Allemagne et la France au fil des affectations de son père, François Gèze entre en classe préparatoire aux grandes écoles. Au lycée Pierre de Fermat de Toulouse, il est en « math spé » en mai 1968, moment pour lui décisif comme il en témoigne cinquante ans plus tard : « Les valeurs de fraternité découvertes en Mai 68 ont clairement orienté ma vie entière. »
Parallèlement à ses études à l’École des Mines de Paris (1969-1972), il suit un cursus d'économie du développement à l’Institut d'Études du Développement Économique et Social (IEDES) et rédige en juin 1972 (avec Bruno Parmentier), sous la direction du professeur Ignacy Sachs, un mémoire de la VIe section de l’École pratique des hautes études (EPHE) sur l’industrie péruvienne du cuivre.
De novembre 1973 à janvier 1975, il est volontaire du service national actif (VSNA) à l’ambassade de France à Buenos Aires (Argentine). De 1975 à 1979, il est ingénieur économiste à la Société d’études pour le développement économique et social (SEDES), puis au Bureau d'information et de prévision économique (BIPE), où il se spécialise notamment sur l’économie des métaux non ferreux et les échanges économiques Est-Ouest. Il est ensuite consultant, jusqu’en 1981, au bureau d’études ACT-Consultants.

### Premiers engagements: le Chili et l’Argentine
En 1969, François Gèze s’engage à Paris au Parti socialiste unifié (PSU), puis dans son émanation chargée de la solidarité internationaliste, le Centre d’études anti-impérialistes (Cedetim), animé notamment par Manuel Bridier, l’un des fondateurs du Parti socialiste unifié (PSU), et l’économiste Gustave Massiah. Il s’implique ensuite, en 1972 et 1973, aux côtés des militants maoïstes de la Gauche prolétarienne (dont il ne faisait pas partie) qui créent en février 1973 le quotidien Libération (il y contribuera aux pages « Économie » et au suivi de l’actualité du Chili de l’Unité populaire). En mai 1973, après deux voyages au Chili et au Pérou, il fonde à Paris avec d’autres militants du Cedetim, dont Alain Joxe et Michel Vigier, le Comité de soutien à la lutte révolutionnaire du peuple chilien, lequel jouera un rôle important dans le vaste mouvement de solidarité qui s’est manifesté en France en faveur des exilés chiliens à la suite du coup d’État du général Augusto Pinochet, le 11 septembre 1973.
Lors de son séjour en Argentine de fin 1973 à début 1975, François Gèze mène un travail d’enquête sur les luttes sociales et politiques dans le pays, signant (sous le pseudonyme de Juan Carlos Russo) des correspondances pour l’hebdomadaire Politique Hebdo, puis un livre écrit avec le journaliste Alain Labrousse, Argentine, révolution et contre-révolutions. À son retour en France, il crée en mars 1975, avec d’autres français bon connaisseurs de l’Argentine, le Comité de soutien aux luttes du peuple argentin (CSPLA), pour dénoncer la répression des mouvements populaires qui conduira au Coup d'État de 1976 en Argentine. Avec les animateurs de la revue Quel Corps ?, le CSPLA sera à l’origine, en juin 1977, du Comité pour le boycott de l'organisation par l'Argentine de la Coupe du monde de football (COBA). À l’occasion de ce « Mundial » qui s’est déroulé en juin 1978, le COBA, fort de deux cents comités locaux dans toute la France, fera largement connaître les violations des droits humains perpétrées par la dictature militaire, avec le slogan : « On ne joue pas au football à côté des centres de torture »,. Au début des années 1980, François Gèze est l’un des animateurs, avec notamment le politologue Jean-Paul Hébert et l’amiral Antoine Sanguinetti, de l’Association française de recherches sur la paix (ARESPA), fondée par Alain Joxe.

### Carrière éditoriale
Cette section ne s'appuie pas, ou pas assez, sur des sources secondaires ou tertiaires indépendantes du sujet.

Pour l'améliorer, ajoutez-en, ou placez des modèles {{Source secondaire souhaitée}} ou {{Source secondaire nécessaire}} sur les passages mal sourcés. (mai 2022)
En 1977, François Gèze assure la direction de la collection du Cedetim, que François Maspero (1932-2015) a accepté d’accueillir dans sa maison, qu’il a créée en 1959. Début 1980, les Éditions Maspero connaissant des difficultés économiques, François Maspero demande à François Gèze – mandaté par le Cedetim – de lui prêter main-forte, ce qui permet à ce dernier de se former auprès d’une personne ayant la connaissance du milieu de l'édition. En février 1982, sans que François Gèze s’y attende, François Maspero lui demande d’assurer la présidence de la société. Et en mai 1982, Maspero démissionne sans indemnités et cède à François Gèze pour un franc symbolique ses parts de l’entreprise, dont il demande seulement qu’elle change de raison sociale : elles deviendront en janvier 1983 les Éditions La Découverte, conservant le fonds de la maison. Avec le concours de Bruno Parmentier pendant les premières années, puis de Jean-Guy Boin de 1985 à 1992, il se consacre au développement et au renouvellement éditorial de la maison. Après avoir repris les éditions Syros en 1995, La Découverte est elle-même reprise en 1998 par le groupe Havas, devenu ensuite Editis. En janvier 2014, François Gèze prend sa retraite – tout en conservant une activité de directeur de collection – et confie, avec l’accord de l’actionnaire, la direction de la maison à Hugues Jallon,, 43 ans, ancien directeur littéraire et directeur éditorial entre 1997 et 2010. Quand ce dernier quitte La Découverte en avril 2018 pour prendre la direction des Éditions du Seuil, il est remplacé par Stéphanie Chevrier, 49 ans, toujours avec l’accord de François Gèze et de l’actionnaire.

## Choix éditoriaux à La Découverte
À partir de 1983, François Gèze entend inscrire le développement éditorial de La Découverte dans la fidélité aux engagements qui ont été ceux des Éditions Maspero, dans un contexte intellectuel et politique qu’il estime toutefois « très différent », comme il le précise en 2013.

« J’ai vu ce retournement impressionnant du gauchisme à partir de la fin des années 1970. Ce n’était pas une fin, mais un effondrement d’une brutalité incroyable. L’engagement d’une partie d’une génération vers l’extrême gauche qui disait On va changer le monde et qui se retrouvait dix ans après dans un reflux total. Il y avait plus que matière à réflexion. C’est comme si tout ce bouillonnement politique et intellectuel avait été vain. Cette effervescence était le centre de gravité, la raison d’être de la maison d’édition. Du jour au lendemain, des collections entières ont cessé de se vendre, comme celle d’Althusser. Ce lendemain a créé une atmosphère pénible, ce grand cauchemar des années 1980 que François Cusset analyse dans La Décennie (2006). Mon idée a toujours été de dire : certes il faut changer l’eau du bain, mais garder le bébé, l’engagement. »

D’où des évolutions éditoriales marquées notamment par la publication, chaque année depuis 1981 (jusqu’en 2021), de l’annuaire économique et géopolitique mondial L’État du monde, créé sur une idée du géographe Yves Lacoste et de plusieurs dizaines de titres conçus sur le même modèle de « mini-encyclopédie » grand public – un choix en rupture assumée avec les impasses du « romantisme révolutionnaire » du tiers-mondisme de la période précédente. Ou encore par la création, en 1983, de la collection de poche « Repères », initialement dirigée par l’économiste Olivier Pastré et le sociologue Michel Freyssenet (1941-2020), fruit d’une réflexion collective menée autour de la publication en économie. Cette collection est devenue depuis l’une des principales collections universitaires dans le domaine des sciences sociales. Pour faire face à la situation difficile du secteur dans la période, François Gèze a également fait des essais et documents un axe fort de la maison. Parallèlement, il a poursuivi ou engagé un important travail d’exploration des voies nouvelles de la recherche en sciences humaines et sociales dans diverses disciplines, avec de nombreux universitaires et directeurs de collection. Il a approfondi un autre axe important avec l’histoire coloniale française, orientation fondatrice des Éditions Maspero. Ce qui le conduira en 2017 à participer, avec les historiens Gilles Manceron, Fabrice Riceputi et Alain Ruscio à la création puis à l’animation du site « Histoire coloniale et postcoloniale ». Ainsi qu’à la Fondation Frantz Fanon, présidée par Mireille Fanon-Mendès-France. François Gèze a enfin régulièrement accueilli à La Découverte des revues de sciences humaines et sociales, dont il a souvent souligné l’importance, comme Hérodote, la Revue du Mauss ou Mouvements (créée en 1998).

## L’édition numérique
C’est d’ailleurs cet attachement à l’avenir des revues, qu’il voit comme un « laboratoire d’idées essentiel », qui a contribué, avec d’autres facteurs, à le mobiliser pour le développement de l’édition numérique. Au début des années 2000, constatant le déclin régulier de la diffusion des revues imprimées, il a ainsi été partie prenante de l’initiative des Éditions De Boeck, qui ont lancé en 2005 avec La Découverte, les Éditions Érès et Belin le portail de revues Cairn.info (société dont François Gèze est depuis le président). Son succès, largement confirmé au fil des années, « a permis de sauver de la disparition le fragile écosystème des revues de SHS, les revenus des revues numériques compensant la baisse de ceux des revues imprimées ».
Cette orientation, selon François Gèze, est le résultat d’une expérience antérieure :

« Dans les années 1990, j’ai publié des auteur·rices pionniers sur cette question, comme Pierre Lévy, avec son livre L’Intelligence collective. Pour une anthropologie du cyberespace (1994), une théorie de ce qu’est Internet, qui était alors très loin d’être aussi développé qu’aujourd’hui. Le numérique m’intéressait beaucoup et j’ai commencé par faire des cd-rom. Dès la fin des années 1980, nous en avons publié plusieurs, par exemple sur la guerre d’Algérie ou sur l’histoire de Che Guevara. Puis nous avons réalisé un cd-rom avec tous nos annuaires L’État du monde publiés depuis 1981, qui est devenu ensuite un site Internet (arrêté depuis, du fait de la concurrence de Wikipédia). Tout cela nous a permis d’apprendre les techniques du numérique. »

Cette expérience l’a conduit à s’investir à partir des années 2000 dans les instances interprofessionnelles mobilisées par le Syndicat national de l’édition (SNE) pour accompagner la « mutation numérique » du secteur. Il sera notamment l’un des promoteurs du programme ReLire de numérisation des livres indisponibles du XXe siècle (dont il a été membre du comité scientifique de 2013 à 2016), géré à partir de 2012 par la Bibliothèque nationale de France (BnF), puis mis en œuvre par la société FeniXX, filiale du Cercle de la librairie créée en 2014. Et depuis 2021, il préside pour trois ans la Commission numérique du Centre national du livre.

## Fonctions interprofessionnelles dans l’édition
Cette section ne s'appuie pas, ou pas assez, sur des sources secondaires ou tertiaires indépendantes du sujet.

Pour l'améliorer, ajoutez-en, ou placez des modèles {{Source secondaire souhaitée}} ou {{Source secondaire nécessaire}} sur les passages mal sourcés. (mai 2022)
Dès le début des années 1980, François Gèze s’est investi dans les instances de l’interprofession du livre, en premier lieu le Syndicat national de l'édition (SNE) et, à partir de 2000, le Cercle de la librairie. Il estimait en effet essentiel pour sa maison de participer aux évolutions de l’écosystème du livre pour mieux assurer l’audience des livres qu’elle publiait, à un moment où sa situation économique était très fragile, comme l’a souligné dans sa thèse consacrée à La Découverte la sociologue Camille Joseph : « S’il fallait tout faire pour sauver la maison, c’était d’abord pour des raisons politiques ».
Il est le premier président, en 1983, du Bureau du livre français à New York, créé par François Samuelson pour développer la vente aux États-Unis des droits de traduction des livres français. Il préside la Société de caution mutuelle de l’édition française (SOCMEF) de 1991 à 1996. Il est président à partir 1995 du groupe des éditeurs universitaires du SNE et vice-président du Centre français d’exploitation du droit de copie (CFC), qu’il préside de 1996 à 1999. Il est membre fondateur et administrateur de l’Association pour le développement de la librairie de création (ADELC, créée en 1988 à l’initiative des Éditions de Minuit, Gallimard, Le Seuil et La Découverte, avec le soutien de France-Loisirs). Il est président, de 1990 à 1993, de la Commission de liaison interprofessionnelle du livre (CLIL), réunissant éditeurs et libraires, qui conduit à cette époque la réforme du transport du livre en France. Depuis 2008, il est membre du bureau de la Commission numérique du SNE. Il est également membre du Conseil du livre (de 2008 à 2010), du conseil scientifique de la BnF (de 2008 à 2014) et du conseil scientifique de l’ENSSIB (de 2008 à 2013).

## L’engagement pour l’Algérie
C’est en assurant à partir de 1982 la direction de La Découverte, qui prend la suite des Éditions François Maspero, que François Gèze s'intéresse à l’histoire et la situation de l’Algérie, comme il s’en explique :

« En lisant ce qu’avait publié [François Maspero], j’ai notamment découvert l’histoire et la réalité de l’Algérie, bien loin de la vision réductrice que nous, militant·es anti-impérialistes français·es, en avions à l’époque, celle d’un pays socialiste du tiers monde, engagé dans le soutien aux luttes de libération. Des figures intellectuelles algériennes comme Mouloud Mammeri, un grand anthropologue de la culture berbère qui publiait chez Maspero, m’ont fait découvrir la réalité du régime, véritable dictature qui ne disait pas son nom. »

Ce constat, doublé de celui de la large méconnaissance en France des réalités de la longue colonisation de l’Algérie, l’a conduit à publier (ou rééditer) de nombreux titres consacrés aussi bien à la période coloniale qu’à celle de l’Algérie indépendante. Et à s’engager, après le coup d’État militaire de janvier 1992, auprès de celles et ceux qui dénonçaient les violations des droits humains perpétrées contre la population, tout au long des années 1990, par les forces spéciales des généraux au pouvoir comme par les groupes armés se réclamant de l’islam (dont le Groupe islamique armé, GIA). Ces prises de position publiques ont été fortement contestées par des intellectuels français et algériens qui dénonçaient des accusations à leurs yeux non fondées contre l’armée algérienne. Ce fut le cas notamment après les grands massacres de l’automne 1997 revendiqués par les groupes armés se réclamant de l’islam : une polémique opposa alors dans les colonnes du Monde Bernard-Henri Lévy, d’une part, Pierre Vidal-Naquet et François Gèze, d’autre part. Le premier accusa les seconds de succomber au « syndrome Timisoara », en « s’appuyant sur des rumeurs ou des ragots pour fonder une analyse », et de « banaliser le crime [des islamistes] en le diluant ». Ce à quoi le seconds répondirent : « Tous les services de renseignements occidentaux ont acquis la conviction que les GIA sont largement infiltrés par les hommes de la Sécurité militaire, qui s’en servent pour diviser et discréditer les islamistes et entretenir un climat de terreur afin de prévenir toute révolte populaire. […] Il nous faut réaffirmer que, contrairement à ce que prétend B.-H. Lévy, nous ne recommandons pas “le dialogue sans conditions avec des gens qui, hier encore, prêchaient le meurtre des civils et de la démocratie”. Les islamistes sont des ennemis politiques, mais ils doivent être combattus avec les moyens de la démocratie et non par ceux de la barbarie ».
En 1997, François Gèze a rejoint l’association de défense des droits humains en Algérie Algeria-Watch, créée la même année en Allemagne, et sur le site de laquelle il publie et reprend régulièrement depuis des articles d’analyse. Avec de nombreux militants des droits humains, français, algériens et européens, il a coorganisé en novembre 2004 à Paris une session du Tribunal permanent des peuples sur le thème « Les violations des droits de l’homme en Algérie (1992-2004) ». Adossée à toute une série de rapports détaillés, cette session a largement documenté les « violations graves des droits de l’homme et du peuple algérien perpétrés par les services de sécurité de l’État, par leurs auxiliaires ainsi que par toute force ou tout groupe armé se réclamant de l’islam », ainsi que le rôle central dans cette répression de la police politique du régime, le Département du renseignement et de la sécurité (DRS, ex-Sécurité militaire). Parallèlement, il a publié à La Découverte des ouvrages importants confirmant ces analyses, dont : Nesroulah Yous (avec Salima Mellah), Qui a tué à Bentalha ? Chronique d’un massacre annoncé (2000) ; Habib Souaïdia, La Sale Guerre. Le témoignage d’un ancien officier des forces spéciales de l’armée algérienne (2001) ; Lounis Aggoun et Jean-Baptiste Rivoire, Françalgérie, crimes et mensonges d’États (2004) ; Jean-Baptiste Rivoire, Le Crime de Tibhirine. Révélations sur les responsables (2011).

## Publications

### Livres
- François Gèze et Alain Labrousse, Argentine, révolution et contre-révolutions, Paris, Éditions du Seuil, coll. « Combats », 1975, 286 p., 21 cm (ISBN 2-0200-4231-2 et 978-2-0200-4231-4, OCLC 299892563, BNF 34575507, SUDOC 000105767, présentation en ligne, lire en ligne ).
- Avec Omar Benderra, Rafik Lebdjaoui, Salima Mellah (dir.), Hirak en Algérie, La Fabrique Éditions, 2020  (ISBN 978-2-35872-192-9).
- La Double nature du livre : Quatre décennies de mutations dans la "chaîne du livre", publication posthume, Paris, Les Belles Lettres, coll. "Le goût des idées", 312 p., 2023  (ISBN 978-2251454641)